# Jules Hoch
Jules S. Hoch ist der Polizeichef der liechtensteinischen Landespolizei.
Nachdem der bisherige Polizeichef Adrian Hasler zum Regierungschef des Fürstentums Liechtenstein gewählt worden war, wurde Hoch am 28. März 2013 von der Regierung zum interimistischen Polizeichef ernannt. Hoch war zu diesem Zeitpunkt bereits seit Februar 1999 Chef der Kriminalpolizei. Am 2. Juli 2013 ernannte ihn die Regierung schließlich zum Polizeichef der liechtensteinischen Landespolizei.